# Dobra Nowogardzkie
Dobra Nowogardzkie – nieczynna wąskotorowa stacja kolejowa w Dobrej koło Nowogardu, w województwie zachodniopomorskim, w Polsce. Przez stację biegnie linia Stargardzkiej Kolei Wąskotorowej do Stargardu i Łobza (obie nieczynne).